# Szojka Ferenc
Szojka Ferenc (Salgótarján, 1931. április 7. – Salgótarján, 2011. szeptember 17.) magyar válogatott labdarúgó. Az 1954-es világbajnokságon ezüstérmet szerzett és pályára lépett az 1958-as világbajnokságon is.

## Pályafutása

### Klubcsapatban
1946-tól húsz éven át játszott Salgótarjáni színekben jobbfedezetként. A csapat elsőszámú irányítója volt, amit kitűnően megoldott. Összesen 369 bajnoki mérkőzésen szerepelt, ebből 324 NB I-es, 1956-ban az év labdarúgója lett.

### A válogatottban
1954 és 1960 között 28 alkalommal szerepelt a válogatottban és 1 gólt szerzett.1952-ben Helsinkiben kerettag volt az olimpián, de nem lépett pályára, így aranyérmet nem nyert. Két világbajnokságon vett részt. 1954-ben a svájci világbajnokságon ezüstérmet szerzett és az 1958-as svédországi világbajnokságon is szerepelt a magyar válogatottban. Legemlékezetesebb válogatott mérkőzése 1957. október 6-án a francia válogatott ellen volt, ahol 2-0-ra győztünk.
A vidéki játékosok közül, Buzánszky Jenő mellett – ő volt az, aki a leggyakrabban szóhoz jutott az Aranycsapatban, de ez azzal járt, hogy 15 alkalommal balfedezetként szerepelt, a klubjában megszokott jobbfedezet poszt helyett.

### Nemzetközi kupaszereplés
1962-ben rendhagyó módon került Dorogra kölcsönben. A dorogi csapat az Intertotó-kupaküzdelmekben vett részt, amely egybe esett a chilei világbajnoksággal. A vb-n két dorogi játékos, Ilku István és Monostori Tivadar is szerepelt, ezért minőségi pótlásukra az MLSZ hozzájárulásával megállapodás született a két bányász egyesület között, hogy az SBTC két játékosa a kupa-sorozat idejére kölcsönben hivatalosan a Dorog játékosa lehet. Szojka volt az egyik ilyen tarjáni játékos, akinek Monostori helyettesítése volt a feladata. Szojka a Dorog mind a hat kupamérkőzésén pályára lépett és egy alkalommal gólt is szerzett. Az olasz Padova elleni Dorogon játszott találkozón talált be az ellenfél kapujába.

## Sikerei, díjai
- Világbajnoki ezüstérem (1954)
- 1956-ban az Év labdarúgójának választották.
- Magyar labdarúgókupa: döntős (1958)
- Örökös elnökségi tagjává is választotta egykori klubja, az SBTC
- A Magyar Sportért Díj II. fokozata (2011)[3]

## Emlékezete
- Nevét viseli a salgótarjáni Szojka Ferenc Stadion

## Statisztika

### Mérkőzései a válogatottban
| Magyarország | Magyarország         | Magyarország                   | Magyarország  | Magyarország | Magyarország  | Magyarország  | Magyarország | Magyarország |
| #            | Dátum                | Helyszín                       | Hazai         | Eredmény     | Vendég        | Kiírás        | Gólok        | Esemény      |
| ------------ | -------------------- | ------------------------------ | ------------- | ------------ | ------------- | ------------- | ------------ | ------------ |
| 1.           | 1954. június 17.     | Zürich, Hardturm stadion (SUI) | Magyarország  | 9 – 0        | Dél-Korea     | vb-csoportkör | -            |              |
| 2.           | 1954. szeptember 26. | Moszkva, Dinamo-stadion        | Szovjetunió   | 1 – 1        | Magyarország  | barátságos    | -            |              |
| 3.           | 1954. október 10.    | Budapest, Népstadion           | Magyarország  | 3 – 0        | Svájc         | barátságos    | -            |              |
| 4.           | 1954. október 24.    | Budapest, Népstadion           | Magyarország  | 4 – 1        | Csehszlovákia | barátságos    | -            |              |
| 5.           | 1954. november 14.   | Budapest, Népstadion           | Magyarország  | 4 – 1        | Ausztria      | barátságos    | -            |              |
| 6.           | 1954. december 8.    | Glasgow, Hampden Park          | Skócia        | 2 – 4        | Magyarország  | barátságos    | -            |              |
| 7.           | 1955. április 24.    | Bécs, Práter-stadion           | Ausztria      | 2 – 2        | Magyarország  | Európa-kupa   | -            |              |
| 8.           | 1955. május 8.       | Oslo, Ullevaal Stadion         | Norvégia      | 0 – 5        | Magyarország  | barátságos    | -            |              |
| 9.           | 1955. május 11.      | Stockholm, Råsunda Stadion     | Svédország    | 3 – 7        | Magyarország  | barátságos    | 1            | 25'          |
| 10.          | 1955. május 15.      | Koppenhága, Boldklub-pálya     | Dánia         | 0 – 6        | Magyarország  | barátságos    | -            |              |
| 11.          | 1955. május 29.      | Budapest, Népstadion           | Magyarország  | 3 – 1        | Skócia        | barátságos    | -            |              |
| 12.          | 1955. szeptember 17. | Lausanne, Olimpiai Stadion     | Svájc         | 4 – 5        | Magyarország  | Európa-kupa   | -            |              |
| 13.          | 1955. szeptember 25. | Budapest, Népstadion           | Magyarország  | 1 – 1        | Szovjetunió   | barátságos    | -            |              |
| 14.          | 1955. október 2.     | Prága, Strahov-stadion         | Csehszlovákia | 1 – 3        | Magyarország  | Európa-kupa   | -            |              |
| 15.          | 1955. október 16.    | Budapest, Népstadion           | Magyarország  | 6 – 1        | Ausztria      | Európa-kupa   | -            |              |
| 16.          | 1955. november 13.   | Budapest, Népstadion           | Magyarország  | 4 – 2        | Svédország    | barátságos    | -            |              |
| 17.          | 1955. november 27.   | Budapest, Népstadion           | Magyarország  | 2 – 0        | Olaszország   | Európa-kupa   | -            |              |
| 18.          | 1956. február 19.    | Isztambul                      | Törökország   | 3 – 1        | Magyarország  | barátságos    | -            |              |
| 19.          | 1956. február 29.    | Bejrút                         | Libanon       | 1 – 4        | Magyarország  | barátságos    | -            |              |
| 20.          | 1956. május 20.      | Budapest, Népstadion           | Magyarország  | 2 – 4        | Csehszlovákia | Európa-kupa   | -            |              |
| 21.          | 1956. június 3.      | Brüsszel, Heysel Stadion       | Belgium       | 5 – 4        | Magyarország  | barátságos    | -            |              |
| 22.          | 1956. július 15.     | Budapest, Népstadion           | Magyarország  | 4 – 1        | Lengyelország | barátságos    | -            |              |
| 23.          | 1957. október 6.     | Budapest, Népstadion           | Magyarország  | 2 – 0        | Franciaország | barátságos    | -            |              |
| 24.          | 1958. június 12.     | Stockholm, Råsunda Stadion     | Svédország    | 2 – 1        | Magyarország  | vb-csoportkör | -            |              |
| 25.          | 1958. június 15.     | Sandviken, Jernvallen (SWE)    | Magyarország  | 4 – 0        | Mexikó        | vb-csoportkör | -            |              |
| 26.          | 1958. szeptember 14. | Chorzów, Stadion Śląski        | Lengyelország | 1 – 3        | Magyarország  | barátságos    | -            |              |
| 27.          | 1959. október 11.    | Belgrád, JNA-stadion           | Jugoszlávia   | 2 – 4        | Magyarország  | barátságos    | -            | 43'          |
| 28.          | 1960. október 30.    | Brüsszel, Heysel-stadion       | Belgium       | 2 – 1        | Magyarország  | barátságos    | -            |              |
|              | Összesen             |                                |               | 28           | mérkőzés      |               | 1            | gól          |